# سؤال مين 1 (2020)
سؤال مين 1 لعام 2020 كان استفتاء الشعب الفيتو الذي سعى إلى رفض قانون جديد ألغى الاستثناءات الدينية والفلسفية من متطلبات التطعيم في المدارس وموظفي مدارس الحضانة ومرافق الرعاية الصحية. ظهر السؤال في الاقتراع على مستوى الولاية في 3 مارس 2020. تزامن التصويت مع الانتخابات التمهيدية الرئاسية للحزب الديمقراطي والجمهوري لانتخابات الرئاسة الأمريكية في نوفمبر 2020. وهُزمت جهود حق النقض 73٪ -27٪.

## جهد الالتماس
قبل الموعد النهائي في 19 سبتمبر 2019، قدم معارضو القانون الجديد 95.071 توقيعًا إلى وزير خارجية ولاية مين ماثيو دنلاب. من بين هؤلاء تم اعتبار 79000 صالحًا متجاوزًا 63،067 مطلوبًا لجهد النقض ليتم تضمينه في الاقتراع على مستوى الولاية (في ولاية ماين يلزم وجود عدد من التوقيعات الصالحة التي تعادل 10٪ من الأصوات التي تم الإدلاء بها في انتخابات حاكم الولاية السابقة لقبول حق النقض الشعبي لإدراجها في الاقتراع على مستوى الولاية).

## تاريخ التصويت
أثناء جمع التواقيع أخبر مكتب دنلاب منظمي جهود حق النقض أنه إذا كان مؤهلاً للاقتراع، فإن التصويت سيتزامن مع انتخابات الولاية التشريعية والانتخابات التمهيدية للكونغرس في يونيو 2020. ومع ذلك فشل هذا التوجيه في مراعاة التغيير الأخير في قانون إجراء الانتخابات التمهيدية لمرشحي الرئاسة، على عكس التجمع الحزبي، في 3 مارس يوم الثلاثاء الكبير. وبالتالي سيتم إجراء الاستفتاء في 3 مارس حيث كانت الانتخابات القادمة على مستوى الولاية. اعترف مكتب دنلاب بالخطأ لكنه قال إنه ليس لديه سلطة تقديرية بشأن موعد تحديد موعد الانتخابات وأوضح أن التوقيت لا تتم مناقشته بشكل عام حتى يتم تقديم الالتماسات والتحقق من صحتها، وهو ما لم يحدث بعد.